# АЕС Барсебек
АЕС Барсебек (швед. Barsebäcks kärnkraftverk) — закрита атомна електростанція на півдні Швеції . 

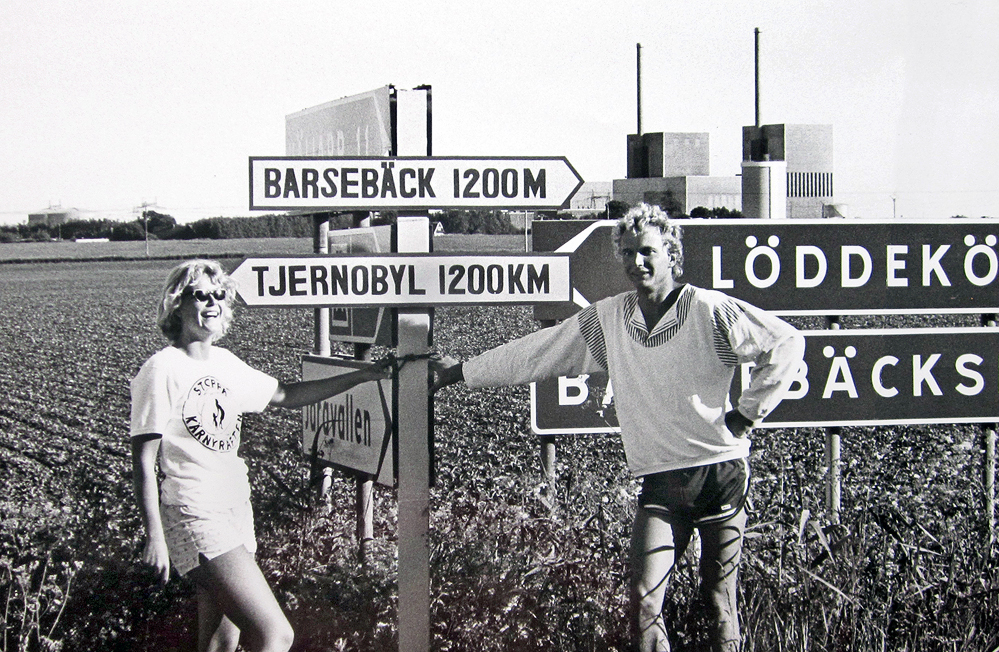
Шведські захисники навколишнього середовища біля електростанції Барсебек в 1986 році. Такі покажчики були встановлені біля Барсебек через кілька днів після оприлюднення даних про аварії на Чорнобильській АЕС

Станція розташована на узбережжі протоки Ересунн у комуні Чевлінге лена Сконе за 15 км від Мальме та за 20 км від столиці Данії - Копенгагена. Будівництво АЕС Барсебек почалося в 1969 році, в 15 травня 1975 станція була прийнята в експлуатацію та подала струм до електричної мережі Швеції. Всього на станції побудували два реактора, обидва киплячого водо-водяного типу BWR розробки компанії ABB Atom. Кожен з реакторів має потужність 615 МВт. Початковими датами зупинки реакторів були 1998 і 2001 роки за рішенням уряду Швеції, проте через оскарження цих постанов в суді власниками станції терміни неодноразово переносилися. В результаті, перший реактор був зупинений в 1999 році, другий реактор тільки в 2005. Таким чином, максимально загальна потужність АЕС Барсебек в Швеції сягала 1 230 МВт, а на момент закриття в 2005 році - 615 МВт. 
Розташування АЕС Барсебек в малій близькості від півмільйонного столиці Данії - Копенгагена - і стало однією з причин швидкого закриття атомної електростанції. Сама Данія виступає проти атомної енергетики і знаходження АЕС в такій близькості до території країни було складним питанням датсько-шведських відносин. У 2020 році почнеться ліквідація обладнання і будівель АЕС Барсебек. Демонтажем займеться японсько-американська компанія Westinghouse. Термін робіт складе всього чотири роки  . 

## Інформація про енергоблоки
| Енергоблок | Тип реакторів | Потужність | Потужність | Початок будівництва | Фізпуск    | Підключення до мережі | Введення в експлуатацію | закриття   |
| Енергоблок | Тип реакторів | Чистий     | Брутто     | Початок будівництва | Фізпуск    | Підключення до мережі | Введення в експлуатацію | закриття   |
| ---------- | ------------- | ---------- | ---------- | ------------------- | ---------- | --------------------- | ----------------------- | ---------- |
| Барсебек-1 | BWR, ABB-II   | 600 МВт    | 615 МВт    | 01.02.1971          | 18.01.1975 | 15.05.1975            | 01.07.1975              | 30.11.1999 |
| Барсебек-2 | BWR, ABB-II   | 600 МВт    | 615 МВт    | 01.01.1973          | 20.02.1977 | 21.03.1977            | 01.07.1977              | 31.05.2005 |